# NME7
NME7 (англ. NME/NM23 family member 7) – білок, який кодується однойменним геном, розташованим у людей на 1-й хромосомі. Довжина поліпептидного ланцюга білка становить 376 амінокислот, а молекулярна маса — 42 492.
| 10         |  | 20         |  | 30         |  | 40         |  | 50         |
| ---------- |  | ---------- |  | ---------- |  | ---------- |  | ---------- |
| MNHSERFVFI |  | AEWYDPNASL |  | LRRYELLFYP |  | GDGSVEMHDV |  | KNHRTFLKRT |
| KYDNLHLEDL |  | FIGNKVNVFS |  | RQLVLIDYGD |  | QYTARQLGSR |  | KEKTLALIKP |
| DAISKAGEII |  | EIINKAGFTI |  | TKLKMMMLSR |  | KEALDFHVDH |  | QSRPFFNELI |
| QFITTGPIIA |  | MEILRDDAIC |  | EWKRLLGPAN |  | SGVARTDASE |  | SIRALFGTDG |
| IRNAAHGPDS |  | FASAAREMEL |  | FFPSSGGCGP |  | ANTAKFTNCT |  | CCIVKPHAVS |
| EGLLGKILMA |  | IRDAGFEISA |  | MQMFNMDRVN |  | VEEFYEVYKG |  | VVTEYHDMVT |
| EMYSGPCVAM |  | EIQQNNATKT |  | FREFCGPADP |  | EIARHLRPGT |  | LRAIFGKTKI |
| QNAVHCTDLP |  | EDGLLEVQYF |  | FKILDN     |  |            |  |            |

A: Аланін

C: Цистеїн

D: Аспарагінова кислота

E: Глутамінова кислота

F: Фенілаланін

G: Гліцин

H: Гістидин

I: Ізолейцин

K: Лізин

L: Лейцин

M: Метіонін

N: Аспарагін

P: Пролін

Q: Глутамін

R: Аргінін

S: Серин

T: Треонін

V: Валін

W: Триптофан

Кодований геном білок за функціями належить до трансфераз, кіназ. 
Задіяний у таких біологічних процесах, як метаболізм нуклеотидів, альтернативний сплайсинг. 
Білок має сайт для зв'язування з АТФ, нуклеотидами, іонами металів, іоном магнію. 